# Francesco Agnoli
Francesco Agnoli (20 de junho de 1974) é um jornalista e escritor italiano.

## Biografia
Nascido em Bolonha em 20 de junho de 1974, formou-se em literatura clássica, leciona filosofia e história nas escolas secundárias de Trento, história da impressão e publicação na Academia de Arte de Trentino. Ele colabora com a UPRA, uma universidade romana pontifícia, nos temas da ciência.
Ele colabora com os jornais Avvenire, Il Foglio, La Verità (nascido em 20 de setembro de 2016) e l'Adige, e com o mensal Il Timone. Autor de numerosos ensaios, em 2013 recebeu o prêmio "Una penna per la vita", promovido pela Faculdade de Bioética da Pontifícia Universidade Regina Apostolorum, em colaboração entre outras com a FNSI (Federação Nacional da Imprensa Italiana) e a Ucsi (União Católica da Imprensa Italiana).
Ele se dedica em particular à história e filosofia da ciência, e tem a seu crédito inúmeras entrevistas com cientistas de renome mundial, como Federico Faggin, Enrico Bombieri, Piero Benvenuti, secretário-geral da União Astronômica Mundial e muitos outros.

## Obras
- La filosofia della luce: dal Big Bang alle cattedrali, Edizioni Segno, gennaio 2002
- Storia dell'aborto nel mondo, Edizioni Segno, 2003
- Voglio una vita manipolata, Ares, 2005
- La fecondazione artificiale: quello che non vi vogliono dire, Edizioni Segno, gennaio 2005
- Conoscere il Novecento: la storia e le idee, Il cerchio, 2005
- Controriforme. Antidoti al pensiero scientista e nichilista, con prefazione di Antonio Socci ed appendice a cura di Assuntina Morresi, Fede & Cultura, gennaio 2006
- Roberto Grossatesta. La filosofia della luce, ESD-Edizioni Studio Domenicano, maggio 2007
- La liturgia tradizionale. Le ragioni del Motu Proprio sulla messa in latino, con Klaus Gamber, Fede & Cultura, 2007
- Chiesa sesso e morale, con Marco Luscia, SugarCo, 2008
- Dio questo sconosciuto. Riflessioni su scienza, storia e morale, SugarCo, 2008
- Storia dell'aborto, con Cinzia Baccaglini e Alessandro Pertosa, Fede & Cultura, 2008
- 1968, con Pucci Cipriani, Fede & Cultura, 2008
- Scritti di un pro-life. Dal divorzio a Eluana Englaro, Fede & Cultura, 2009
- Perché non possiamo essere atei. Il fallimento dell'ideologia che ha rifiutato Dio, Piemme, 2009
- Indagine sulla pedofilia nella Chiesa. Il diavolo insegna in seminario?, con Lorenzo Bertocchi e Luca Volonté, Fede & Cultura, 2010
- Storia del Movimento per la vita. Fra eroismi e cedimenti, Fede & Cultura, 2010
- Breve storia del Risorgimento, Solfanelli, 2011
- Chiesa e pedofilia. Colpe vere e presunte. Nemici interni ed esterni alla Barca di Pietro, con prefazione di Luigi Amicone, Cantagalli, gennaio 2011
- Novecento. Il secolo senza croce, SugarCo, 2011
- Sentinelle nel post-Concilio. Dieci testimoni controcorrente, con Lorenzo Bertocchi, Cantagalli, 2011
- Case di Dio e ospedali degli uomini. Perché, come e dove sono nati gli ospedali, Fede & Cultura, 2011
- Scienziati, dunque credenti. Come la Bibbia e la Chiesa hanno creato la scienza sperimentale, Cantagalli, aprile 2012
- Lazzaro Spallanzani e Gregor Mendel. Alle origini della Biologia e della Genetica, con Enzo Pennetta, Cantagalli, 2012
- Miracoli. L'irruzione del soprannaturale nella storia, con Giulia Tanel, La Fontana di Siloe, 2013
- La grande storia della carità, Cantagalli, 2013
- La forza della vita e dell'amore. Una testimonianza emozionante, con Rosa Moschini, Fede & Cultura, 2013
- Pensieri cristiani, Fede & Cultura, settembre 2013
- Scienziati in tonaca. Da Copernico, padre dell'eliocentrismo, a Lemaître, padre del Big Bang, con Andrea Bartelloni, La Fontana di Siloe, 2013
- Indagine sul cristianesimo. Come si è costruito il meglio della civiltà, La Fontana di Siloe, 2014
- Caccia alle streghe, Il Timone, 2014
- Perché non possiamo essere atei. Alla luce della scienza e della ragione, Gondolin, 2014
- Sorella morte corporale. La scienza e l'aldilà, La Fontana di Siloe, settembre 2014
- La forza della preghiera nelle parole degli scienziati, Fede & Cultura, marzo 2015
- Creazione ed evoluzione: dalla geologia alla cosmologia. Stenoné, Wallace e Lemaître, Cantagalli, 2015
- Filosofia, religione, politica in Einstein, ESD-Edizioni Studio Domenicano, dicembre 2015
- Leonardo Eulero "il" matematico dell'età illuminista. Un grande scienziato contro Voltaire e i philosophes materialisti, Cantagalli, aprile 2016
- L'uomo che poteva costruire la bomba. Il fisico Werner Heisenberg boicottò l'atomica di Hitler?, Gondolin, 2016
- Il misticismo dei matematici. Da Pitagora al Computer, Cantagalli, aprile 2017
- Lo splendore che ci trascende. Alexander Grothendieck, l'Einstein della matematica alla ricerca di Dio, con appendice a cura di Francesco Malaspina, Gondolin, settembre 2017
- Gli Scienziati davanti al mistero dell'Uomo e del Cosmo. Piccoli dialoghi su grandi temi, Dominus Production, gennaio 2018
- Dieci brevi lezioni di filosofia. L'essenziale è invisibile agli occhi, Gondolin, Verona, 2018
- La metà del cielo. Breve storia alternativa delle donne (con Maria Cristina Del Poggetto), La Vela, Pisa, 2019.
- Donne che hanno fatto la storia. Una storia alternativa dell'altra metà del cielo (con Maria Cristina Del Poggetto), Gondolin, Verona, 2020